# Château de la Brèche
Pour les articles homonymes, voir Brèche.
Le château de la Brèche est un château de style néo-classique situé dans la commune de Parçay-sur-Vienne, en Indre-et-Loire.

## Historique
Le château est mentionné en 1475, et par la suite remanié aux XVIIe siècle et XXe siècle.
Il est partiellement inscrit aux Monuments Historiques depuis 1984.

## Description
Le château reconstruit au XIXe siècle est de style néoclassique, et forme un quadrilatère à étages. A l'intérieur se trouve un décor de style empire.